# Daniel Migliosi

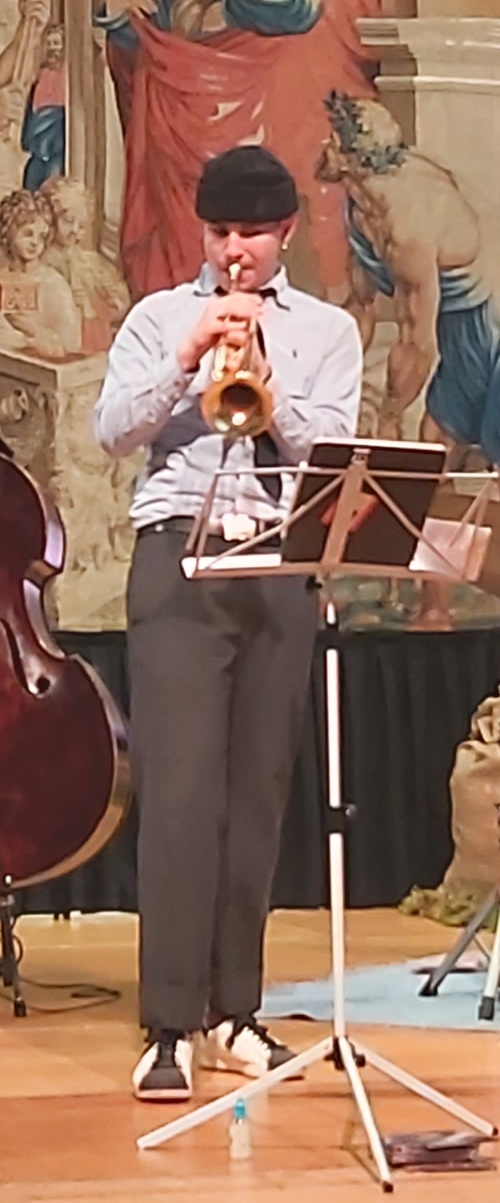
Daniel Migliosi (2022)

Daniel Migliosi (* 23. Juli 2004 in Esch-sur-Alzette) ist ein luxemburgischer Jazzmusiker (Trompete, Komposition), der als eine virtuos spielende, talentierte, international agierende und tatkräftige Musikerpersönlichkeit gilt.

## Leben und Wirken
Migliosi, dessen Vater als Musiker in der Blaskapelle von Kayl tätig war, begann achtjährig mit dem Trompetenspiel. Am Konservatorium von Esch erhielt er  klassischen Trompetenunterricht und zudem die Gelegenheit zu Auftritten mit dem Philharmonischen Orchester von Luxemburg und der Luxemburger Militärkapelle. Weiterhin erteilte ihm Marc Harles Jazzunterricht. Als Jungstudent erhielt er ab 2016 eine Ausbildung an der Hochschule für Musik und Tanz Köln bei Andy Haderer und Matthias Bergmann. Ein reguläres Studium schloss sich in Köln ab 2020 an. Ab 2021 konnte er mehrfach mit der WDR Big Band im Rahmen der WDR Composers Fellowship zusammenarbeiten. Ab 2022 gehörte er dem französischen Orchestre des Jeunes de l’ONJ und ebenso dem Jugendjazzorchester NRW an. 2023/24 war er Mitglied des Bundesjazzorchesters.
Bereits 2022 veröffentlichte Migliosi sein Debütalbum Left on Scene, das überwiegend Eigenkompositionen enthält. 2024 folgte mit seinem international besetzten Quintett sein zweites, selbstproduziertes Album On the Edge, das er international vorstellte.

## Preise und Auszeichnungen
Migliosi gewann als Jugendlicher  mehrere Preise, darunter vier Goldmedaillen beim „Concours Jeunes Solistes“ und den „Emcy Prize 2018“. 2024 erhielt er den vom Ministerium für Kultur Luxemburg vergebenen Luxemburger Musikpreis in der Kategorie „Nachwuchsstalent.“ Zudem war er 2024 Preisträger des luxemburgischen Förderprogramms für den Jazznachwuchs Propulsion#1.

## Diskographische Hinweise
- Left on Scene (Mons Records 2022, mit Sean Payne, Adrian Gallet, Benedikt Göb, Jan Blikslager, Mathieu Clement)
- On the Edge (2024, mit Sean Payne, Benedikt Göb, Kaisa Mäensivu, Kai Craig)